# Afranthidium angulatum
Afranthidium angulatum är en biart som först beskrevs av Pasteels 1984.  Afranthidium angulatum ingår i släktet Afranthidium och familjen buksamlarbin. Inga underarter finns listade i Catalogue of Life.